# Roystonea stellata
Roystonea stellata ist eine nur auf Kuba vorkommende Palmenart aus der Gattung Roystonea. Sie ist möglicherweise ausgestorben.

## Merkmale
Die Stämme sind grauweiß und bis 15 m hoch. Die genaue Form der Blätter ist nicht bekannt, die mittleren Blatt-Segmente sind 85 bis 90 cm lang und 4 bis 4,8 cm breit. Der Blütenstand ist rund 95 cm lang, sein Vorblatt bis 66 cm. Die Spatha ist rund 1,2 m lang und hat ein spitzes Ende. Die Seitenäste des Blütenstandes sind 23 bis 27 cm lang mit einem Durchmesser von rund 1,5 mm. Die männlichen Blüten sind weiß, ihre Kelchblätter dreieckig und rund 1 mm lang. Die Kronblätter sind oval bis länglich, die Staubblätter so lang die wie die Krone. Die Staubfäden sind ahlenförmig und 4 mm lang, die Antheren sind 2 mm lang. Die weiblichen Blüten sind ebenfalls weiß. Die Kelchblätter sind nierenförmig, 1 bis 1,5 mm lang. Die Kronblätter sind oval und 3,5 mm lang.
Die Früchte sind ellipsoidisch, 9,8 bis 10,5 mm lang. Das Exokarp ist schwarz. Die von der Narbe zurückgelassene Narbe ist sternförmig. Dieses für die Art charakteristisches Merkmal schlug sich im Art-Epitheton nieder: stellata bedeutet gesternt. Der Same ist dorsiventral zusammengedrückt und 6,2 bis 6,8 mm lang.

## Verbreitung und Gefährdung
Roystonea stellata ist ein Lokalendemit auf der Yagruma-Terrasse in der Region Maisí, Provinz Guantánamo, Kuba. Ihre Standorte wurden in der zweiten Hälfte des 20. Jahrhunderts in Kaffeeplantagen umgewandelt, die Art konnte bei einer Suche im Jahr 1990 nicht gefunden werden. Sie wird von der IUCN als „stark gefährdet“ eingestuft.

## Taxonomie
Roystonea stellata wurde 1943 von Hermano León in Memorias de la Sociedad Cubana de Historia Natural Felipe Poey Band 17 Seite 11 erstbeschrieben.

## Belege
- Scott Zona: Roystonea (Arecaceae: Arecoideae). In: Flora Neotropica, Band 71, 1996, S. 1–35. (JSTOR)